# الدوري الإسباني الدرجة الثانية 1982–83
دوري الدرجة الثانية الإسباني 1982–83 (بالإسبانية: Segunda División de España 1982-83)‏ هو الموسم 52 من دوري الدرجة الثانية الإسباني. أشرف على تنظيمه الاتحاد الملكي الإسباني لكرة القدم، وكان عدد الأندية المشاركة فيه 20، وفاز فيه ريال مورسيا.